# Mehrfachschießverfahren
Das Mehrfachschießverfahren (englisch multiple shooting method), auch Mehrzielmethode, ist in der Mathematik ein numerisches Verfahren zur Lösung von Randwertproblemen bei gewöhnlichen Differentialgleichungen. Dabei wird das Intervall, auf dem die Lösung des Randwertproblems bestimmt werden soll, zunächst in kleinere Teilintervalle unterteilt, auf denen dann jeweils ein Anfangswertproblem gelöst wird. Mit zusätzlichen Stetigkeitsbedingungen wird dann eine Lösung auf dem ganzen Intervall bestimmt. Diese Methode ist eine wesentliche Weiterentwicklung des Einfachschießverfahrens, insbesondere was die numerische Stabilität anbelangt.

## Problemstellung
Gegeben sei ein Randwertproblem der Form
{\displaystyle y'(t)=f(t,y(t)),\quad t\in [a,b],\quad g(y(a),y(b))=0},
wobei die rechte Seite {\displaystyle f\colon [a,b]\times \mathbb {R} ^{n}\to \mathbb {R} ^{n}} und die Zweipunkt-Randbedingung {\displaystyle g\colon \mathbb {R} ^{n}\times \mathbb {R} ^{n}\to \mathbb {R} ^{n}} vorgegebene stetige Funktionen sind und eine differenzierbare Funktion {\displaystyle y\colon [a,b]\to \mathbb {R} ^{n}} gesucht wird. Zur Lösung eines solchen Randwertproblems geht das Einfachschießverfahren folgendermaßen vor: Sei {\displaystyle y_{p}(t)} die Lösung des Anfangswertproblems
{\displaystyle y'(t)=f(t,y(t)),\quad t\in [a,b],\quad y(a)=p},
dann wird der freie Parameter {\displaystyle p\in \mathbb {R} ^{n}} so bestimmt, dass die Randbedingung
{\displaystyle g(p,y_{p}(b))=0}
erfüllt ist. Zur Lösung dieser Vektorgleichung wird meist ein iteratives Verfahren, wie das Newton-Verfahren, verwendet. Bei steifen Anfangswertproblemen können jedoch kleine Änderungen in der Anfangsbedingung {\displaystyle p} zu großen Änderungen in der Lösung {\displaystyle y_{p}(b)} führen, wodurch das Verfahren numerisch instabil wird.

## Verfahren
Das Mehrfachschießverfahren verwendet nun zur Verbesserung der Stabilität eine Unterteilung
{\displaystyle a=t_{1}<t_{2}<\cdots <t_{N+1}=b}.
des Intervalls {\displaystyle [a,b]} in {\displaystyle N} Teilintervalle und berechnet die Lösungen {\displaystyle y_{k,p_{k}}(t),k=1,\ldots ,N,} einer Reihe von Anfangswertproblemen
{\displaystyle {\begin{aligned}y'(t)&=f(t,y(t)),\quad t\in [t_{1},t_{2}],\quad y(t_{1})=p_{1}\\y'(t)&=f(t,y(t)),\quad t\in [t_{2},t_{3}],\quad y(t_{2})=p_{2}\\&\,\,\,\vdots \\y'(t)&=f(t,y(t)),\quad t\in [t_{N},t_{N+1}],\quad y(t_{N})=p_{N}\end{aligned}}}
in diesen Teilintervallen. Dabei werden die freien Parameter {\displaystyle p_{1},\ldots ,p_{N}\in \mathbb {R} ^{n}} so bestimmt, dass die Stetigkeitsbedingungen
{\displaystyle y_{k,p_{k}}(t_{k+1})=p_{k+1}~{\text{für}}~k=1,\ldots ,N-1}
und die Randbedingung
{\displaystyle g(p_{1},y_{N,p_{N}}(t_{N+1}))=0}
erfüllt sind. Damit ist die zusammengesetzte Funktion {\displaystyle y\colon [a,b]\to \mathbb {R} ^{n}} definiert durch
{\displaystyle y(t)=y_{k,p_{k}}(t)~{\text{für}}~t\in [t_{k},t_{k+1}]}
nicht nur stetig, sondern auch differenzierbar, und somit eine Lösung des Ausgangsproblems. Zur Bestimmung der Parameter {\displaystyle p_{k}} ist ein nichtlineares vektorielles Gleichungssystem mit {\displaystyle N} Gleichungen und Unbekannten zu lösen, was wiederum mit einem iterativen Verfahren erfolgt.